# Tierseuchengesetz (Deutschland)
Das Tierseuchengesetz (TierSG) war ein deutsches gefahrenabwehrrechtliches Gesetz zur Verhinderung von schwerwiegender Gefährdung der Viehbestände und der menschlichen Gesundheit durch ansteckungsverdächtige oder seuchenverdächtige Tiere oder durch das Inverkehrbringen verseuchten Fleisches oder anderer tierischer Produkte. Auf seiner Grundlage wurden etliche Verordnungen über Tierseuchen, beispielsweise die Geflügelpest-Verordnung, erlassen.
Das Tierseuchengesetz wurde am 22. Mai 2013 als Tiergesundheitsgesetz (TierGesG) neu gefasst.

## Gesetzeshistorie

### Vorkonstitutionelles Recht
Das Tierseuchengesetz ging zurück auf das „Gesetz, betreffend die Abwehr und Unterdrückung von Viehseuchen“ vom 23. Juni 1880 (RGBl. S. 153), das mit einer Neubekanntmachung vom 1. Mai 1894 (RGBl. S. 409) einige Erweiterungen erfuhr. Mit dem „Viehseuchengesetz“ vom 26. Juni 1909 (RGBl. S. 519), das am 1. Mai 1912 in Kraft trat, wurde es neu gefasst. Das vorkonstitutionelle Recht wurde später zu Bundesrecht, wobei die Gesetzgebungskompetenz nach Art. 74 Abs. 1 Nr. 17, 20 GG gegeben war.

### Tierseuchengesetz und Tiergesundheitsgesetz
Die letzte Neubekanntmachung des Tierseuchengesetzes, in der erhebliche Änderungen berücksichtigt wurden, datiert auf den 22. Juni 2004 (BGBl. I S. 1260, ber. S. 3588).
Mit dem Gesetz zur Vorbeugung vor und Bekämpfung von Tierseuchen (Tiergesundheitsgesetz – TierGesG) vom 22. Mai 2013 (BGBl. I S. 1324) trat am 1. Mai 2014 eine konsolidierte Neufassung in Kraft.

## Anwendungsbereich
Der Anwendungsbereich nach § 1 TierSG war auf die Bekämpfung von Seuchen bei Tieren gerichtet. Tierseuchen im Sinne des Gesetzes (§ 1 Abs. 2) waren Krankheiten, die bei Tieren auftreten und auf Tiere oder Menschen (sog. Zoonosen) übertragbar sind.

## Überwachungsbehörden
Die Durchführung des Tierseuchengesetzes und der ergänzenden Rechtsverordnungen war Sache der zuständigen Landesbehörden. Das sind in der Regel die für das Veterinärwesen zuständigen Landesministerien oder Senatoren. Daneben gibt es in den Ländern zentrale Untersuchungsstellen, die über Labors und Sachverständige verfügen (Landeslabore). Dort können Tierkörper, Organe, Sera, Blut oder andere Proben auf Tierseuchen untersucht werden. Auf der unteren kommunalen Ebene gibt es Fachbehörden, die meist als Veterinäramt oder Amt für Veterinärwesen bezeichnet werden und jeweils für einen Landkreis oder eine kreisfreie Stadt zuständig sind. Dort waren Amtstierärzte mit der Durchführung des Gesetzes befasst. Der Durchführung der Entschädigungsregelungen des Tierseuchengesetzes dienten ferner die in den Ländern eingerichteten Tierseuchenkassen.
Auf Bundesebene hatten nach § 3 TierSG das Friedrich-Loeffler-Institut (FLI) auf der Insel Riems, das Bundesinstitut für Risikobewertung in Berlin, das Bundesamt für Verbraucherschutz und Lebensmittelsicherheit (BVL) in Braunschweig und das Paul-Ehrlich-Institut (PEI) in Langen (Hessen) die Aufgabe der Bekämpfung von Tierseuchen bei den eigenen Versuchstierhaltungen. Im Bereich der Bundeswehr oblag die Durchführung des TierSG dem Sanitätsamt der Bundeswehr, das mit dem Sanitätsdienst auch das Veterinärwesen fachlich organisiert.
In § 4 TierSG wurde die gesetzliche Grundlage für die Tätigkeit des Friedrich-Loeffler-Institutes als einer selbständigen Bundesoberbehörde im Geschäftsbereich des Bundesministeriums für Ernährung, Landwirtschaft und Verbraucherschutz geschaffen.